# Veronika Trnková
Veronika Trnková (Praga, 13 ottobre 1995) è una pallavolista ceca, centrale.

## Carriera

### Club
La carriera di Veronika Trnková inizia nella stagione 2011-12 quando entra nell'Olymp Praha, militante nella Extraliga ceca, a cui resta legata per quattro annate.
Nella stagione 2015-16 si trasferisce al Suhl, nella 1. Bundesliga tedesca, mentre in quella successiva, ritorna in patria, ingaggiata dal Prostějov, con cui vince due scudetti e la Coppa della Repubblica Ceca 2017-18. Nell'annata 2018-19 veste la maglia dell'Olomouc, conquistando due Coppe della Repubblica Ceca, la Middle European League 2018-19 e il campionato 2018-19. Nella stagione 2020-21 si accasa al Dukla Liberec, sempre in Extraliga: si aggiudica lo scudetto.
Per il campionato 2021-22 difende i colori del Roma Club, squadra neopromossa nella Serie A1 italiana, mentre in quello successivo passa al Pinerolo, anch'essa neopromossa in massima serie, con cui rescinde il contratto nel novembre 2022 a causa di problemi alla schiena.

### Nazionale
Nel 2011 viene convocata nella nazionale ceca Under-18, nel 2012 in quella Under-19 e nel 2013 in quella Under-20.
Nel 2021 ottiene le prime convocazioni nella nazionale maggiore. Nel 2019 vince la medaglia d'oro all'European Golden League e l'argento alla Volleyball Challenger Cup, mentre nel 2022 conquista l'argento all'European Golden League.

## Palmarès

### Club
- Campionato ceco: 4

2016-17, 2017-18, 2018-19, 2020-21
- Coppa della Repubblica Ceca: 3

2017-18, 2018-19, 2019-20
- Middle European League: 1

2018-19

### Nazionale (competizioni minori)
- European Golden League 2019
- Volleyball Challenger Cup 2019
- European Golden League 2022